# الن بیوزاند

اِلن بیوزاند (ارمنی: Էլէն Բուզանդ؛ انگلیسی: Ellen Byuzand زادهٔ ۳ آوریل ۱۸۹۵ - ۱۵ ژانویهٔ ۱۹۷۰) نویسنده اهل ارمنستان بود. وی عضو فدراسیون انقلابی ارمنی بود.

## زندگی‌نامه
وی با نام اصلی یِغیزاپت استامبولتسیان (ارمنی: Եղիսաբեթ Ստամբոլցյան؛ انگلیسی: Eghisabet Stamboltsyan) در سال ۱۸۹۵م در شهر آلکساندرپول به دنیا آمد. وی در ۱۵ ژانویهٔ ۱۹۷۰ در ۷۴ سالگی در لس آنجلس درگذشت. بوزاند بیشتر شهرت خود را مدیون نگارش داستان‌های کوتاهش است. این نویسنده عناصر اصلی داستان و محتوای قصه‌هایش را از جامعه‌ای که در آن می‌زیسته انتخاب کرده‌است. او در مورد اثر آفرینش زن نو می‌گوید: 
«اخلاقی که در آثار من منعکس می‌شود چیزی است جز ماهیت و بودن یک جامعه معقول و پویا…».

## کتابشناسی
- آسواگش

## یادداشت
1. ↑  Հովնանյան դպրոց